# ملحق ديني عسكري
الملحقون الدينيون العسكريون هم بمثابة وزراء دينيين للأفراد العسكريين، وفي معظم الحالات لعائلاتهم وللمدنيين العاملين في الجيش. في بعض الحالات، يعملون أيضًا مع المدنيين المحليين داخل منطقة عمليات عسكرية.
على الرغم من أن مصطلح القسيس أصلًا له جذور مسيحية، لكنه يستخدم اليوم عمومًا في المنظمات العسكرية لوصف جميع المهنيين المدربين خصيصًا لخدمة أي حاجة روحية، بغض النظر عن الانتماء الديني. بالإضافة إلى تقديم الرعاية الرعوية للأفراد، ودعم حقوقهم واحتياجاتهم الدينية، وقد يُسدي القساوسة العسكريون بالمشورة إلى السلطة التنفيذية بشأن قضايا الدين والأخلاق والمعنويات والأخلاق التي تتأثر بالدين. ويتواصلون مع الزعماء الدينيين المحليين في محاولة لفهم دور الدين كعامل في كل من العداوة والحرب وفي المصالحة والسلام.
يمثل الملحقون الدينيون العسكريون عادة جماعة دينية أو عقائدية، ولكنهم إما يعملون مع أفراد عسكريين من جميع الأديان أو لا. وفي بعض البلدان، مثل هولندا وبلجيكا، يوظفون أيضًا قساوسة إنسانيين يقدمون نهجًا غير ديني لدعم القساوسة.

## الترشيح والاختيار والتكليف
في المملكة المتحدة، توظف وزارة الدفاع قساوسة، ولكن سلطتهم تأتي من كنيستهم المرسلة. وينظم قساوسة البحرية الملكية دورة تعريفية وتدريبية لمدة 16 أسبوعًا، بما في ذلك دورة قصيرة في كلية بريتانيا البحرية الملكية، ودورة متخصصة في الأسطول في البحر إلى جانب القساوسة الأكثر خبرة. يُستدعى قساوسة البحرية للخدمة مع مشاة البحرية الملكية لإجراء دورة كوماندوز في مركز تدريب الكوماندوز الملكي للمشاة البحرية (ليمبستون) وإذا نجحوا فإنهم يخدمون مع جبهة مشاة البحرية الملكية في الخطوط الأمامية. يدربونهم قساوسة الجيش البريطاني لمدة سبعة أسابيع في مركز الكهنوتية للقوات المسلحة (أمبورت هاوس) والأكاديمية العسكرية الملكية (ساندهيرست). ويجب على قساوسة القوات الجوية الملكية إكمال 12 أسبوعًا من الدورة الدراسية المتخصصة في كلية كرانويل التابعة للسلاح الجوي الملكي، تليها دورة تدريبية تعريفية في مركز الكهنوتية للقوات المسلحة (أمبورت هاوس) لمدة أسبوعين آخرين.
ولا يطبق مصطلح الترشيح عمومًا في الولايات المتحدة على عملية التحول إلى قسيس عسكري. يتطوع الأفراد، وإذا قبلوا، فإنهم يُنتدبون للعمل كضباط أركان عسكرية في فيلق القساوسة. يتمتع أعضاء رجال الدين الذين تتوافر فيهم مؤهلات الخدمة كضابط في الجيش بحرية التقدم إلى الخدمة في أي من فرق القساوسة الثلاثة بالولايات المتحدة؛ الجيش والبحرية والقوات الجوية، كل منها لها فيلق قسيس، مع قساوسة البحرية المكلفين أيضًا بالخدمة مع وحدات المشاة البحرية، ووحدات خفر السواحل، والأكاديمية البحرية التجارية.
يمكن لبعض رجال الدين، مثل الحاخامات، التقدم دون إذن من أي فرد أو منظمة ضمن مجموعتهم الدينية، أما المجموعات الأخرى، التي لها تسلسل هرمي محدد لاتخاذ قرارات بشأن التعيينات أو المناصب التي يشغلها أعضاؤها، فيجب أن تحصل على إذن من المسؤول المناسب، مثل المطران المناسب.
مع تتابع عملية تقديم الطلب، وتحديد القوات المسلحة ما إذا كان مقدم الطلب سيفي بالمعايير في مجالات مثل الصحة واللياقة البدنية والسن والتعليم والمواطنة والتاريخ الجنائي السابق وملاءمته للخدمة التي تشمل دعم الممارسة الحرة للدين بالنسبة للرجال والنساء من جميع الأديان، والمصادقة من وكالة معتمدة تعترف بها وزارة الدفاع، فتمثيل جماعة دينية واحدة أو أكثر في الولايات المتحدة سيكون مطلوبًا جزئيًا لضمان احترام الفصل بين الكنيسة والدولة.
لن توضع الحكومة ككل ولا القوات المسلحة بوجه خاص في وضع يحدد ما إذا كان الفرد كاهنًا حسن النية أو وزيرًا أو حاخامًا أو إمامًا وما إلى ذلك. (وقد بدأ تنفيذ شرط هذا التأييد منذ عام 1901، واليوم يعمل العديد من مختلف الوكالات الدينية المؤيدة معًا في إطار الجماعات الطوعية غير الحكومية، مثل المؤتمر الوطني المعني بالوزارة للقوات المسلحة). على الرغم من أن الرسامة مطلوبة عادة لخدمة القسيس، فإن بعض الأوضاع (المعادلة) مقبولة للأفراد من الجماعات الدينية التي لا يكون لها رسامة، مثل كنيسة المسيح.
بالإضافة إلى ذلك، وفي الحالات التي لم تُؤسس فيها بعد وكالة مؤيدة لديانة فرد ما، يمكن أن تقره الوكالة التي تؤيد جماعة أخرى، وهي العملية التي اتُبعت لأول رجال الدين من المسلمين في الجيش.
وعلى أية حال، فإن هذا التأييد معترف به بوصفه ضروريًا، ولكنه غير كاف للقبول كقسيس، وبعبارة أخرى؛ لن يقبل الجيش فردًا للخدمة كقسيس ولن يسمح له بمواصلة الخدمة بدون هذا التأييد الذي ما يزال ساريًا، ومع ذلك، فإن القرار المتعلق بقبول بقاء هذا الفرد في الخدمة العسكرية يمكن رفضه لعدد من الأسباب، بما في ذلك احتياجات العسكريين، حتى مع إقرار وكالة مؤيدة.

## الوضع غير القتالي
إن اتفاقيات جنيف صامتة عمّا إذا كان يمكن للقساوسة أن يحملوا السلاح، غير أن الاتفاقيات (البروتوكول الأول، 8 يونيو 1977، المادة 43.2) تنص على أن القساوسة غير مقاتلين: فليس لهم الحق بالمشاركة مباشرة في الأعمال الحربية. ومن المفترض عمومًا أن القساوسة كانوا أثناء الحرب العالمية الثانية غير مسلحين. ووصف كروسبي حادثة أصبح فيها قسيس أمريكي جنديًا مدفعيًا مدربًا للدبابات ثم أُبعد من الجيش بسبب هذا العمل (غير القانوني تمامًا، ناهيك عن العمل غير الحكيم).
لكن بعض القساوسة البريطانيين الذين خدموا في الشرق الأقصى كانوا مسلحين. يذكر جورج ماكدونالد فريزر: «طويل القامة من كتيبة القساوسة، يخطو بزيّه الأنيق مع مسدس عيار 38 ميللي معلّق على وركه» مباشرة خلف الفصيلة الرئيسية أثناء هجوم الكتيبة. وتساءل فريزر أنه «إذا أطلق قسيس النار على ]عدو[، فما هي النتيجة ... بصرف النظر عن ثلاثة هتافات رنانة من الكتيبة بأكملها؟». كان القس ليزلي هاردمان، وهو القسيس اليهودي الكبير في الجيش البريطاني الثاني والذي اشتُهر بعمله بين السجناء المحررين بعد أسر معسكر اعتقال بيرجين بيلسن، أحد القساوسة الآخرين الذين أصروا على أن يكونوا مسلحين أثناء الخدمة الفعلية.
وقد طلبت كل من المملكة المتحدة والولايات المتحدة في السنوات الأخيرة قساوسة على أن يكونوا غير مسلحين في المعارك، رغم أن الولايات المتحدة لا تمنع القساوسة من الحصول على جوائز الرماية أو المشاركة في مسابقات الرماية. وهناك دول أخرى تجعل من هذه المسألة قضية ضمير فردي ولا سيما النرويج والدنمارك والسويد وكذلك أستراليا.
وهناك روايات عن أن القساوسة الأمريكيين والبريطانيين قد حملوا أسلحة أحيانًا بصفة غير رسمية: وقد كان القسيس (النقيب آنذاك) جيمس د. جونسون من فرقة المشاة التاسعة للقوة النهرية المتنقلة في فيتنام يصف في كتابه (قسيس المعارك: معركة فيتنام ذات الثلاثين عامًا) أنه كان يحمل بندقية إم-16 عندما كان جزءًا من دورية قتالية. ومنذ عام 1909، يرافق القسيسَ الأمريكي في العمليات مساعدُه المسلح. ومع ذلك، ربما كان هناك شعور في هذه المناسبة بأن رجلًا غير مسلح ويرتدي الزي الرسمي سوف يلفت انتباهًا غير مرغوب به.
لا يعتبر القساوسة الأسرى أسرى حرب، ويجب إعادتهم إلى وطنهم ما لم يحتفظ بهم الوزير كأسرى حرب.
لا مفر من أن يؤدي ذلك إلى وفاة القساوسة أثناء عملهم. فقد الجيش الاميركي والمشاة البحرية 100 من القساوسة قُتلوا أثناء الحرب العالمية الثانية؛ وهو ثالث أعلى معدل للضحايا خلف المشاة والقوات الجوية العسكرية. وقد تقلد العديد منهم وسام الشجاعة في العمل. (وحاز خمسة منهم على أعلى جائزة للفروسية من بريطانيا وصليب فيكتوريا، وحصل تسعة منهم على وسام الشرف). وسام القسيس للبطولة هو وسام عسكري أمريكي خاص أُعطي للقساوسة العسكريين الذين قُتلوا أثناء أداء واجبهم، على الرغم من أنه لم يُمنح حتى الآن إلا لأربع قساوسة مشهورين، مات جميعهم في دورشيستر غرقًا في عام 1943 بعد أن تخلوا عن سترات النجاة للآخرين.
وفي عام 2006، أظهرت المواد التدريبية التي حصلت عليها المخابرات الأمريكية أن قناصة المتمردين الذين يقاتلون في العراق قد حثوا على عزل المهندسين والأطباء والقساوسة وقتالهم على أساس النظرية القائلة إن تلك الخسائر سوف تؤدي إلى إضعاف وحدات العدو بأكملها. وكان هناك دليل لتدريب قناصة المتمردين من بين المواد التدريبية التي نُشرت على شبكة الإنترنت. ومن بين نصائحها لإطلاق النار على القوات الاميركية، الواردة هناك: (إن قتل الاطباء والقساوسة يعتبر وسيلة للحرب النفسية).

## معرض صور